# Pavel Kochetkov
Pável Kochetkov, nascido a 7 de março de 1986 em Kámensk-Uralsky, é um ciclista russo. Estreiou em 2010 com a equipa Zheroquadro Radenska e desde a temporada de 2014 corre com a equipa ProTeam Katusha-Alpecin.

## Palmarés
2007 (como amador)
- 1 etapa do Giro das Regiões

2009 (como amador)
- Troféu Alcide Degasperi

2011
- 1 etapa do Tour de Saboya
- 1 etapa do Volta à Bulgária

2016
- Campeonato da Rússia em Estrada

## Resultados nas Grandes Voltas e Campeonatos do Mundo
| Carreira           | 2010 | 2011 | 2012 | 2013 | 2014 | 2015 | 2016 | 2017 | 2018 | 2019 |
| ------------------ | ---- | ---- | ---- | ---- | ---- | ---- | ---- | ---- | ---- | ---- |
| Giro d'Italia      | -    | -    | -    | -    | -    | 37º  | 32º  | Ab.  | -    | -    |
| Tour de France     | -    | -    | -    | -    | -    | -    | -    | -    | 61º  | -    |
| Volta a Espanha    | -    | -    | -    | -    | -    | 76º  | 39º  | -    | 53º  | -    |
| Mundial em Estrada | -    | -    | -    | -    | -    | -    | -    | -    | 51º  | -    |

-: não participa

Ab.: abandono